# زوراندول
زوراندول، روستایی از توابع بخش ویسیان شهرستان خرم‌آباد در استان لرستان ایران است.

## جمعیت
این روستا در دهستان ویسیان قرار دارد و براساس سرشماری مرکز آمار ایران در سال ۱۳۸۵، جمعیت آن ۲۲۹ نفر (۶۰خانوار) بوده‌است.